# Vadrezeda
A vadrezeda (Reseda lutea) a rezedafélék családjába tartozó, Magyarországon általánosan elterjedt gyomnövény.

## Megjelenése
A vadrezeda 30–80 cm magas, lágyszárú, évelő vagy kétéves növény. Szára már a tövénél elágazik és dús bokrot alkot, amelyből a virágzó ágak egyenesen felfelé törekednek. Szórt állású levelei igen változatos alakúak, hármasan tagoltak vagy szárnyasan szeldeltek; az egyes szeletek ritkán állók, lándzsásak, tojásdadok. A szeletek hullámos szélűek, körbeveszik a levélereket. Alsó levelei épek, hosszúkásak, a csúcsuk tompa és nyélbe keskenyednek.
Májustól szeptemberig virágzik. Kis sárga virágai hosszú, dús, kúpos fürtbe rendeződnek. Hat csészelevele zöldessárga színű, a hat szirom közül az alsók egyszerűek, a felsők három rojtra válnak szét, amelyek közül a szélsők szélesebbek.
Termése felálló, háromélű, 8–15 mm-es toktermés, nyele a tokkal azonos hosszúságú. Csúcsán háromszögletű, rövid foggal nyílik.
Kromoszómaszáma 2n=48.

## Elterjedése és termőhelye
Európában, Észak-Afrikában és Nyugat-Ázsiában őshonos. Észak-Amerikába is behurcolták. Magyarországon általánosan előforduló, közönséges gyomnövény.
Utak mentén, parlagokon, szántóföldeken, kertekben nő. A meleg, laza, meszes lösz- és homoktalajokat részesíti előnyben.

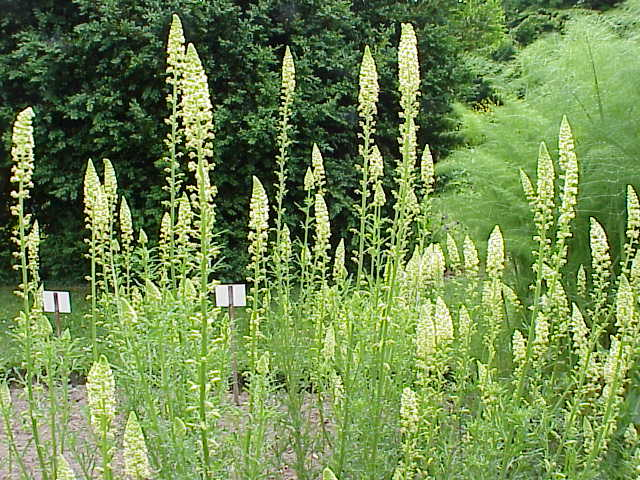
Habitusa
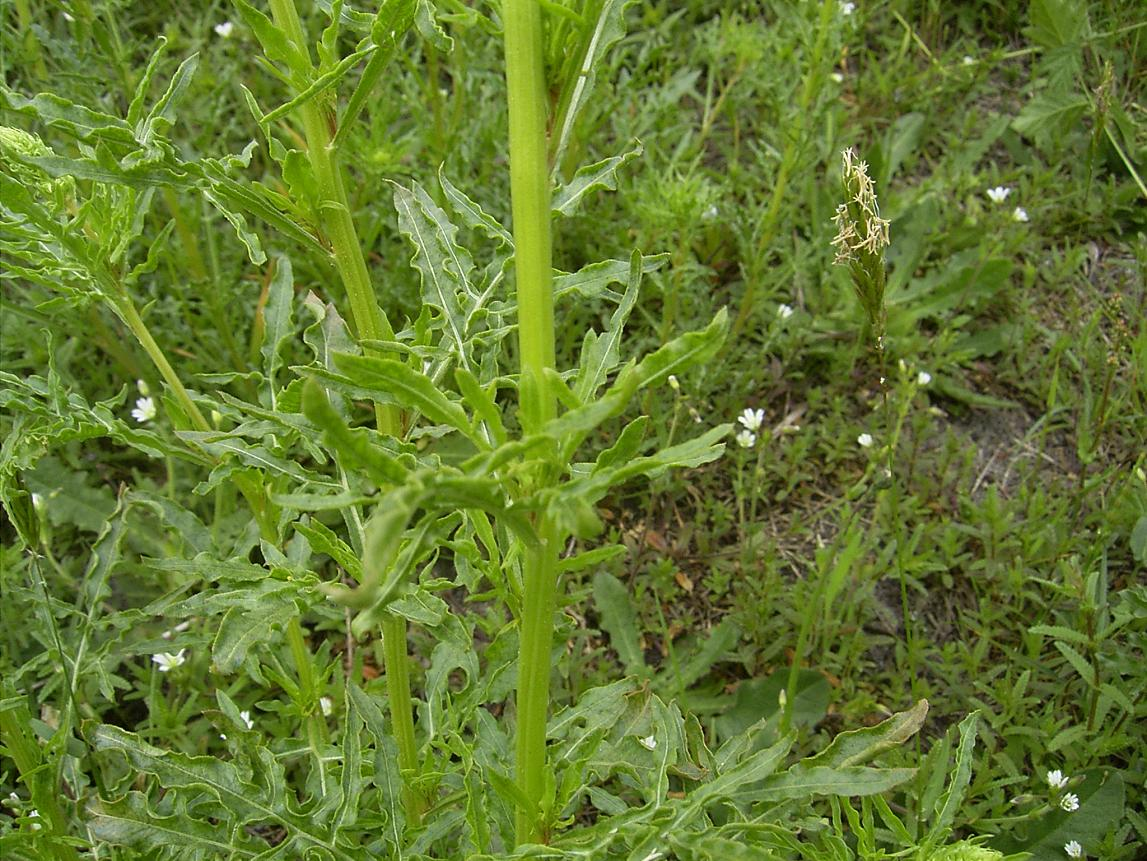
Levelei
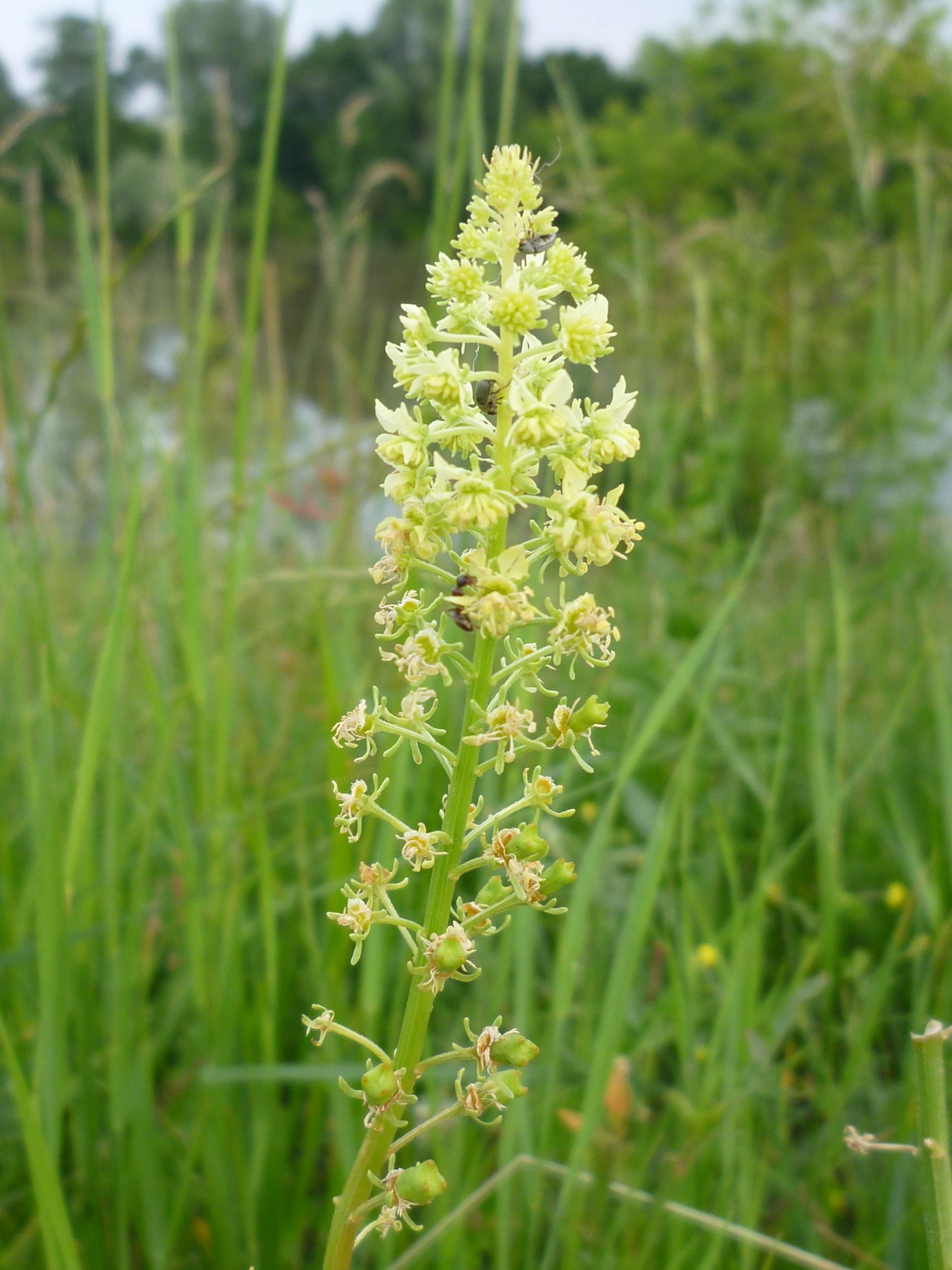
Virága
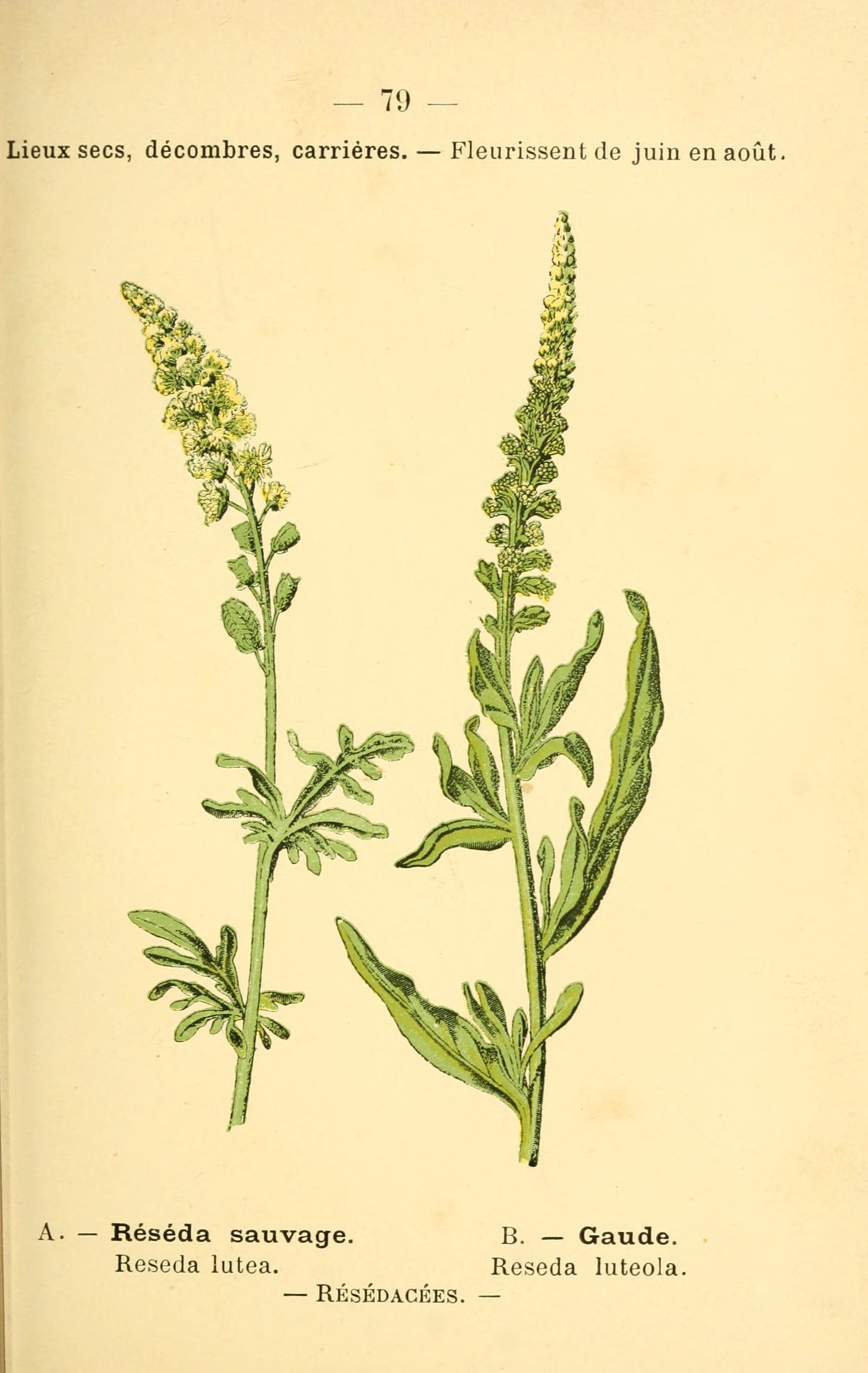
Vadrezeda egy francia botanikakönyvben (1895)